# Hard Times Are in Fashion
Hard Times Are in Fashion ist das dritte Studioalbum der amerikanischen Indierock-Band Koufax. Es erschien am 9. August 2005 bei Doghouse und Motor Music.

## Hintergrund
Als Koufax mit den Aufnahmen zum dritten Album begannen, geschah dies ohne wirksamen Plattenvertrag. Was dazu führte, dass die Band die Aufnahmekosten aus eigener Tasche vorfinanzieren musste. Es wurde in sechs verschiedenen Studios gearbeitet. Zudem war die Band grade von einem Besetzungswechsel betroffen. Von der sich grade auflösenden aber befreundeten Band The Get Up Kids stießen die Brüder Rob und Ryan Pope hinzu und bildeten, das Schlagzeug und Bass Ensemble. Auf keinem Koufax-Album sind so viele Gastmusiker vertreten wie auf diesem. So wurde das Album mit insgesamt drei verschiedenen Schlagzeugern eingespielt. Auch an der Gitarren- und Klavierarbeit wurde zusätzlich von außen mitgewirkt. Erstmals ist auf einem Koufax-Album auch eine Pedal-Steel-Gitarre zu hören. Letztendlich wurde das fertige Album an Doghouse (Vertrieb in den USA) bzw. an Motormusic (Vertrieb in Europa) übergeben.

## Covergestaltung
Design und Layout wurden diesmal von Micah Smith gestaltet. Das Cover zeigt eine körnige Schwarzweiß-Aufnahme eines Gesichtes eines Mädchens mit Rote-Augen-Effekt, was normalerweise nur bei einer Farbaufnahme möglich ist. Oben links über dem Bandnamen der Albumtitel dt. „Harte Zeiten sind in Mode“.

## Titelliste
Alle Titel wurden von Robert Suchan geschrieben.
1. Why Bother at All – 3:11
2. Back and Forth – 3:37
3. Isabelle – 3:57
4. Blind Faith – 3:35
5. Get Us Sober – 3:56
6. Five Years of Madness – 3:15
7. Trouble Will Find You – 3:21
8. Stephen James – 3:15
9. A Sad Man’s Face – 4:06
10. Her Laughter – 4:15
11. Colour Us Canadian – 3:29

## Kritiken
Das Album erhielt überwiegend positive Kritiken:
„Wer hat gesagt, dass es in der Musikwelt gerecht zugeht? Gäbe es nämlich sowas wie Gerechtigkeit, säße der Fünfer, vertreten durch Frontmann Robert Suchan, längst auf dem Pop-Thron…Sollte Koufax selbst mit diesem wundervollen, bei aller Fröhlichkeit aber immer auch melancholischen Album der Durchbruch über den Geheimtipstatus hinaus verwehrt bleiben, könnte man das nur damit begründen, dass der Fünfer einfach zu sophisticated ist…“ – ox-fanzine.de
„…Mit dem Opener Why Bother at All fliegt einem gleich ein schmissiger Feger um die Ohren, das Klavier hackt sich in einen freudigen Rausch, Suchans Stimme kommt so energisch und elektrisiert daher, als wäre sie mit einem Katzenschwanz aufgeladen, das Bein beginnt rhythmisch zu zucken. Allerdings retten sie den Drive des Auftakts nicht über die gesamte Distanz des Albums. Zwischen gut gelaunten, locker groovenden Nummern, zu denen sich hervorragend über die Tanzfläche toben lässt, rutscht der Fuß immer mal wieder vom Gaspedal. Und da zeigt sich, dass ihre Stärken doch weitaus mehr in der Flucht nach vorn liegen, in gut gelauntem, mitreißendem Piano-Pop-Rock und weniger in ruhigeren Gefilden. Doch läßt sich über diese Momente großzügig hinweg fahren…“ – plattentests.de
„…Robert Suchans immer etwas provokante, latent nervöse Stimme und Rosenbergs Piano spielen mit lange erlernter Leichtigkeit zusammen, ohne übertrieben routiniert zu wirken, überhaupt ist das Piano neben dem Gesang das bestimmende Instrument auf Hard Times Are in Fashion. So durchweg gut gelaunt klangen Koufax nicht immer…“ – intro.de
„…Wunderschöne, erwachsene Popsongs - Wir denken dabei an Joe Jackson, Elvis Costello, an stilsichere 80ies Zitate und an einen tollen Sommer.“ – finestvinyl.de